# ألفايوس فليمون كول
ألفايوس فيليمون كول (12 يوليو 1876 – 25 نوفمبر 1988) كان فنانًا ونقّاشًا ومحاورًا أمريكيًا يبلغ من العمر 100 عام. وُلِد في جيرسي سيتي، نيو جيرسي، وهو ابن النقاش الخشبي الشهير تيموثي كول. بقي ألفايوس أكبر رجل حي تم التحقق منه في العالم وأكبر شخص حي في الولايات المتحدة.

## سيرة
درس كول الفن أولاً تحت إشراف إسحاق كريج في إيطاليا، ثم في باريس من عام 1892 إلى عام 1901 مع جان بول لورانس وجان جوزيف بنيامين كونستانت في أكاديمية جوليان، ولاحقًا في مدرسة الفنون الجميلة. في منتصف تسعينيات القرن التاسع عشر، بدأ في إنتاج العديد من الأعمال النابضة بالحياة، معظمها عبارة عن مجموعة متنوعة من الطبيعة الصامتة والصور الشخصية. عرضت لوحته لدانتي في صالون باريس عام 1900، كما عرضت المزيد من الأعمال الفنية في المعرض الأمريكي لعام 1901 في بوفالو، نيويورك.
انتقل كول إلى إنجلترا وتزوج النحاتة مارغريت وارد والمسلي في عام 1903. بدأ في خوض مجال النقش والحفر على الخشب/الفولاذ، لكن هذه الأعمال بيعت أقل من لوحاته. ساهم بالعديد من الرسومات في موسوعة بريتانيكا. انتقلوا مرة أخرى إلى الولايات المتحدة في عام 1911. في عام 1918، أصبح كول عضوًا في نادي سالماجندي، وهو أقدم نادي فني احترافي في البلاد. من عام 1924 إلى عام 1931، قام بتدريس دروس الرسم والطبيعة الصامتة في جامعة كوبر يونيون. تم انتخابه لعضوية الأكاديمية الوطنية للتصميم في عام 1930. كان رئيسًا لنادي الألوان المائية في نيويورك من عام 1931 إلى عام 1941. في أربعينيات القرن العشرين، عمل كول قاضيًا للوحات في قاعة مانهاتن للفنون التابعة لماكس بوتشابين، وهي معرض فني تجاري، وكانت فكرة ثورية في ذلك الوقت. من عام 1952 إلى عام 1953، كان رئيسًا لجمعية الفنانين المتحالفين في أمريكا. توفيت زوجته الأولى في عام 1961، وتزوج كول من أنيتا ريو (من مواليد عام 1873)، وهي مغنية وأرملة الرسام يوجين هيغينز، في عام 1962. توفيت في عام 1971.
كان كول يرسم ويعرض أعماله حتى بلغ من العمر 103 أعوام. توفي في فندق تشيلسي في نيويورك، حيث عاش لمدة 35 عامًا. توجد أعمال كول في المجموعات الدائمة في معرض لندن الوطني للصور ومتحف بروكلين، كما يتم تخزين أوراقه في مؤسسة سميثسونيان.
تم التحقق لاحقًا من أن كول هو أكبر رجل حي بعد وفاة المتزلج النرويجي هيرمان سميث يوهانسن عن عمر يناهز 111 عامًا، في 5 يناير 1987. وكان أيضًا أكبر شخص على قيد الحياة في الولايات المتحدة لمدة سبعة أشهر بعد وفاة إلزونا ماكسي عن عمر ناهز 112 عامًا في 25 أبريل 1988.

## وفاته
توفى في مدينة نيويورك عن عمر يناهز 112 عامًا و136 يومًا.